# ألان بريتشارد
ألان بريتشارد (بالإنجليزية: Alan Pritchard)‏ هو لاعب كرة قدم بريطاني في مركز جناح ‏، ولد في 24 أغسطس 1943 في تشستر في المملكة المتحدة. لعب مع نادي تشستر سيتي.